# Mohammad-Reza Rahchamani
Mohammad-Reza Rahchamani (1 de diciembre de 1952-Teherán; 9 de marzo de 2020) fue un médico iraní y político reformista. De 1984 al 2000, representó a Sabzevar en el Parlamento iraní. A principios de la década de los 2000, dirigió la Organización de Bienestar del Estado de Irán.

## Primeros años y educación
Rahchamani nació en 1952 en Sabzevar y estudió medicina. No hay registro de encarcelamiento para él antes de la Revolución iraní, y no es un veterano de la guerra Irán-Irak.

## Carrera
Miembro fundador del Partido Islámico de Solidaridad con Irán, de 1998 a 2002 fue secretario general del partido y en 2006 se convirtió en presidente del consejo central. También fue miembro fundador de la Asociación Islámica de la Sociedad Médica Iraní.

## Muerte
Rahchamani murió  el 9 de marzo de 2020 en el Hospital Masih Daneshvari de Teherán a los  67 años a causa de la enfermedad por coronavirus 2019 (COVID-19).